# Pliocercus
Pliocercus is een geslacht van slangen uit de familie toornslangachtigen (Colubridae) en de onderfamilie Dipsadinae.

## Naam en indeling
De wetenschappelijke naam van de groep werd voor het eerst voorgesteld door Edward Drinker Cope in 1860. De soorten werd eerder tot andere geslachten gerekend, zoals Liophis en Urotheca.

### Soorten
Het geslacht omvat de volgende soorten, met de auteur en het verspreidingsgebied. Een derde soort, Pliocercus wilmarai, wordt tegenwoordig niet meer erkend.
| Naam                 | Auteur     | Verspreidingsgebied                                                         |
| -------------------- | ---------- | --------------------------------------------------------------------------- |
| Pliocercus elapoides | Cope, 1860 | Mexico, Belize, Guatemala, Honduras, El Salvador                            |
| Pliocercus euryzonus | Cope, 1862 | Guatemala, Honduras, Costa Rica, Nicaragua, Panama, Colombia, Ecuador, Peru |

## Verspreiding en habitat
De slangen komen voor in delen van Midden- en Zuid-Amerika en leven in de landen Mexico, Belize, Guatemala, Honduras, Costa Rica, El Salvador, Nicaragua, Panama, Colombia, Ecuador en Peru.
De habitat bestaat uit tropische en subtropische bossen, zowel in bergstreken als in laaglanden. Ook in vochtige moerassen en drogere bossen kunnen de slangen worden gevonden.

## Beschermingsstatus
Door de internationale natuurbeschermingsorganisatie IUCN is aan beide soorten een beschermingsstatus toegewezen. De slangen worden beschouwd als 'veilig' (Least Concern of LC).